# VR Troopers
VR Troopers (Virtual Reality Troopers), também conhecida apenas Troopers, foi uma série de televisão norte-americana produzida pela Saban Entertainment de 1994 a 1996. No Brasil, foi exibida pela Rede Globo, a partir de 18 de setembro de 1995, no programa TV Colosso e posteriormente em 1997 e 1998 no programa Angel Mix. Produzida pela mesma produtora de Power Rangers, VR Troopers foi uma adaptação de três séries japonesas diferentes, pertencentes a franquia Metal Hero do tokusatsu: Metalder, Spielvan, e, na segunda temporada, Shaider.
A série se chamaria originalmente Cybertron, tendo sido gravado um episódio piloto com esse nome protagonizado pelo ator Jason David Frank, o Tommy de Power Rangers. Nessa série, a adaptação seria apenas de Metalder, sem nenhuma ligação com o tema da Realidade Virtual. Posteriormente fizeram várias alterações e Jason David Frank voltou para Power Rangers, sendo substituído por Brad Hawkings no papel de Ryan Steel, já que em Cybertron o protagonista teria o nome de Adam.

## Personagens

### Heróis
- Ryan Steel - Líder dos VR Troopers. Usa a armadura de Metalder durante a primeira temporada e a de Shaider na segunda temporada.
- J.B. Reese - Usa a armadura de Spielvan.
- Kaitlin Star - Usa a armadura da Lady Diana de Spielvan.

### Aliados
- Jeb - Cão cibernético, adaptação de Springer em Metalder.
- Professor Hart - Mentor do grupo.

### Vilões
- Grimlord/Karl Ziktor - Adaptação de God Neros/Gouzou Kirihara (Imperador Neroz/Makoto Dolbara na dublagem brasileira) em Metalder.
- Dark Heart/Tyler Steel - Top Gunder em Metalder.
- Decimator - Coolgin/Comandante Arthur em Metalder.
- Desponda - Rainha Pandora em Spielvan.
- Red Python - Herbaira em Spielvan.
- Oraclon - Kubilai em Shaider.
- Doomaster - Comandante Hespler em Shaider.
- Despera - Sacerdotisa Paú/Poe em Shaider, irmã de Desponda.

## Mudanças de nomes dos Guerreiros do Império Neroz
| Nome na série Americana | Nome na dublagem Brasileira | Nome original                               |
| ----------------------- | --------------------------- | ------------------------------------------- |
| Decimator               | Comandante Arthur           | Gaisei (Santo Vitorioso) Kurugin/Coolgin    |
| Dice (Swordbot)         | Alfa Tacitos                | Goushou (Bravo General) Tagusron            |
| Slice (Swordbot)        | Alfa Taskan                 | Goushou (Bravo General) Taguski             |
| Slashbot                | Beta Douglas                | Boukon (Espírito Violento) Chuubo           |
| Chainbot                | Beta Saxon                  | Boukon (Espírito Violento) Hidouman         |
| Horrorbot               | Gama Woker                  | Yuutou (Lutador Heroico) Wogger             |
| Dream Master            | Gama Barlock                | Yuutou (Lutador Heroico) Barlock            |
| Magician                | Delta Garantor              | Bakutoushi (Lutador Explosivo) Galador      |
| Combax                  | Delta Robi (?)              | Bakutoushi (Lutador Explosivo) Robinken     |
| Hammerbot               | Omega Ben K                 | Gekitoushi (Lutador Furioso) Ben K          |
| Fistbot                 | Omega Jangal                | Gekitoushi (Lutador Furioso) Jamune         |
| Blue Boar               | Comandante Druom            | Gasei (Santo Vitorioso) Dranger             |
| Tankatron               | Alfa Mechatron              | Goushou (Bravo General) Megaduron           |
| Cannon Nose             | Beta Turbo (?)              | Boukon (Espírito Violento) Darbabo          |
| Torpedobot              | Beta Agumis (?)             | Boukon (Espírito Violento) Agumisu          |
| Air Sryker              | Gama Barbery                | Yuutou (Lutador Heroico) Barbery            |
| Fighterbot              | Omega Stiker                | Gekitoushi (Lutador Furioso) Strobe         |
| Ballistix               | Ypsilone Bulchek            | Rettoushi (Lutador Feroz) Strobe            |
| Toxoid                  | Comandante Darvius          | Gasei (Santo Vitorioso) Gerudoringu         |
| Wolfbot                 | Alfa Brandei                | Gousou (Bravo General) Braidi               |
| Spitbot                 | Beta Canidae                | Boukon (Espírito Violento) Bakorla          |
| Crabor                  | Gama Alabama                | Yuutou (Lutador Heroico) Gamadoon           |
| Bugbot                  | Delta Damnen                | Bakutoushi (Lutador Explosivo) Dannen       |
| Venobot                 | Omega Dissolvery            | Gekitoushi (Lutador Furioso) Zakembor       |
| Anphibidor              | Hedocross                   | Keitoushi (Lutador Leve) Hedogross          |
| Transmutant             | Hedocross Jr.               | Hedogross Jr.                               |
| Zelton                  | Comandante Balsak           | Gaisei (Santo Vitorioso) Barusuki/Valskie   |
| Metalbot                | Alfa Cartago                | Goushou (Bravo General) Galdos              |
| Graybot                 | Alfa Ramon                  | Goushou (Bravo General) Bigwayne            |
| Dark Heart              | Beta Topgunder              | Boukon (Espírito Violento) Toppugandaa      |
| Renegade                | Beta Cornelius              | Boukon (Espírito Violento) Crosslander      |
| Polarbot                | Gama Jatan                  | Yuutou (Lutador Heroico) Jars               |
| Cannonbot               | Delta Godait                | Bakutoushi (Lutador Explosivo) Gochakku     |
| Blade                   | Omega Gebara                | Gekitoushi (Lutador Furioso) Gebarozu       |
| Skullbot                | Ypsilone Leviatan           | Rettoushi (Lutador Feroz) Zargen            |
| Fiddlebot               | Ypsilone [Rhapsody]         | Rettoushi (Lutador Feroz) Rapusodi/Rhapsody |
| Chrome Domme            | Robery                      | Keitoushi (Lutador Leve) Goblit             |
| Minotourbot             | Noan                        | Keitoushi (Lutador Leve) Dedemos            |

## Mudanças de nomes dos Mecanóides
| Nome na série Americana | Nome na dublagem Brasileira                                           | Nome original                           |
| ----------------------- | --------------------------------------------------------------------- | --------------------------------------- |
| Spiderbot               | Mecha Shoulder                                                        | idem                                    |
| Laserbot                | Mecha Bander                                                          | idem                                    |
| Shish-Kebot             | Mecha Joker                                                           | idem                                    |
| Eliminator              | Mecha Puter                                                           | idem                                    |
| Rabidspore              | Mutant Guja                                                           | idem                                    |
| Metaborg                | Aquactor                                                              | Mecha Nochira                           |
| Shoulderbot             | Machine                                                               | Mecha Majin                             |
| Robot-Faced Skug        | Clown especial                                                        | idem                                    |
| Spikebot                | Mecha Roboter                                                         | idem                                    |
| Gunslinger              | Mecha Gun man                                                         | idem                                    |
| Vacbot                  | Mecha Freezer                                                         | idem                                    |
| Pollenbot               | Wataja                                                                | idem                                    |
| Drillbot                | Drill Hander                                                          | Drill Hander                            |
| Octobot                 | Umi Ja                                                                | idem                                    |
| Kongbot                 | Bosskong                                                              | idem                                    |
| Irradiator              | Brocker                                                               | idem                                    |
| Frogbot                 | Dobelar                                                               | idem                                    |
| Electrobot              | Denjilar                                                              | idem                                    |
| Samson                  | Sansão                                                                | Samson (único nome original respeitado) |
| Shark Fin               | Satan                                                                 | idem                                    |
| Rollbot                 | Godra                                                                 | idem                                    |
| Mechanoid               | Puncher                                                               | idem                                    |
| Cobrot                  | Medor                                                                 | idem                                    |
| Terminoid               | Kamiler                                                               | idem                                    |
| Diskbot                 | Disc                                                                  | idem                                    |
| Footbot                 | Off-Side                                                              | idem                                    |
| Vanbot                  | Black Car Man                                                         | Kuruman                                 |
| Stingbot                | Antom                                                                 | idem                                    |
| Chlorophoid             | Tsutarla                                                              | idem                                    |
| Cycletron               | Biker                                                                 | idem                                    |
| Obotatron               | Destroyer                                                             | Yumepakkun                              |
| Serpentoid              | Lion                                                                  | Shishidon                               |
| Bazookabot              | Waruser                                                               | idem                                    |
| Crainoid                | Brender                                                               | idem                                    |
| Fanbot                  | Vakyuumer                                                             | idem                                    |
| Conatron                | Mecanóide Fantasman (Mecanóide Renegado feito com as peças de outros) | ???                                     |
| Lizardbot               | Kumasol                                                               | idem                                    |
| Photobot                | Movie Man                                                             | idem                                    |
| Snowbot                 | Brizard                                                               | idem                                    |
| Desponda                | Mecanóide Pandora e Mutante Pandora                                   | ???                                     |

## História
- 1 Temporada-

Na primeira temporada, os Troopers enfrentam Grimlord, um guerreiro poderoso que morava numa masmorra na realidade virtual - na realidade, seu nome verdadeiro era Karl Ziktor. Ziktor era um empresário e trabalhava num prédio na cidade de Cross World. Ziktor se transformava em Grimlord com uma bola de cristal que ficava na sua mesa de trabalho. A sala que Ziktor trabalhava tinha acesso a masmorra através da mesma bola de cristal. Na masmorra ficavam todos os mutantes (Soldados de Grimlord). Além de Grimlord, havia mais dois grandes guerreiros virtuais: o General Aivar e o Coronel Icebot. Grimlord tinha vários soldados que ele usava para ganhar tempo eram chamados de Skugs (Na pronúncia brasileira, fica parecendo Skank). Eram guerreiros todos de preto com uma capa dourada e um capacete dourado. (Muito semelhantes aos patrulheiros de massa de Might Morphin Power Rangers). Na primeira temporada o principal tema era o desaparecimento de Tyler Steel (pai de Ryan).
Um dos momentos mais marcantes dessa temporada é quando os Troopers enfrentam Dark Heart que era Tyler Steel que estava enfeitiçado por Grimlord e acabou se tornando um dos mais poderosos vilões da série. Depois desse confronto, o pai de Ryan parece ter desaparecido de novo por causa de Grimlord. Apesar de Ryam ser o líder, em muitos episódios o protagonista é J.B. Seus poderes são iguais ao de Ryan e armas tão poderosas quanto as dele. E em muitos episódios aparece ser o próprio líder dos Troopers, uma característica bem marcante disso é no capítulo onde os Troopers enfrentam a garota virtual Red Python. A principal origem dessa liderança de JB é porque na série original, Spielvan é o protagonista.
- 2 Temporada-

Poucos brasileiros tiveram o privilégio de conhecer a segunda temporada, pois foi exibida de madrugada entre as 4:30 e 5:30 da manhã na Rede Globo e o capítulo final não foi exibido. A série foi exibida como um tipo de tapa-buraco entre os anos de 1999 e 2000. O tema ja foi totalmente diferente da primeira! Entre muitas batalhas, Ryan acaba encontrando seu pai em uma batalha feroz onde a masmorra de Grimlord foi totalmente destruída. No final dessa batalha, Ryan perde seus poderes. Com a ajuda de seu pai, ele consegue trazer seus poderes de volta, com um uniforme totalmente reformulado. Grimlord perdeu sua masmorra, agora sua sede é uma nave (Chamada de Fortaleza Negra de Grimlord). Agora, Grimlord se transforma com um cristal verde luminoso. Sua sala agora dá acesso a essa nave, não mais a masmorra. A partir daí, o tema da série muda, pois o objetivo dos Troopers agora é eliminar os novo guerreiros de Grimlord, que eram muito mais poderosos que os antigos. Os inimigos tem expressões diabólicas, bem diferentes dos da primeira temporada.
Os Skugs ganham uma outra forma, diferente da antiga forma, eles agora parecem pessoas normais mascaradas e cada vez os Troopers vão tendo mais trabalho para derrotar os inimigos. Por fim, o pai de Ryan sai do país para pesquisas que podem ajudar os Troopers. O General Aivar e o Coronel Icebot continuam a aparecer na série, agora com uma aparição mais reduzida. E Grimlord cria diversos guerreiros, para substituir os velhos mutantes, entre eles: Despera e Dom Master, dois guerreiros titânicos. Além disso, ainda existe um Oraclon dentro da nave, que é conselheiro de Grimlord. A temporada teve um momento marcante quando o vilão fez uma clone de Kaitlin, Em um episódio de várias partes, o Professor Hart percebeu que se uma das duas não fosse destruída, as duas morreriam. Com isso o professor deu a solução. A partir daquele episódio, a garota poderia se dividir em duas para enfrentar o inimigo, conseguindo salvar Kaitlin e sua clone. E os momentos de JB como líder continuaram, com uma pequena diferença de que em que os dois aparecem mais juntos do que na primeira temporada. Além disso, Ryan sempre abria e fechava o episódio na primeira temporada, na segunda o episódio terminava normalmente.

## Golpes e habilidades

### Veículos
- Comando Moto Turbo M.R.V 1 - Speed Side Car em Metalder.
- Comando Moto Turbo Sky Cycle M.R.V 2 - Metal Cycle em Spielvan.
- Comando Moto Turbo Nitro Cycle M.R.V 3 - Blue Hawk/Sky Jet Sheider em Shaider.
- Gavião Azul - Jato Sheian em Shaider.
- Cruzador de Batalha - Tanque Cruzer em Spielvan e Battle Sheian em Shaider.

### Armas, ataques e habilidades
- Comando Supergiro - Golpe Atômico em Metalder
- Comando Punho Laser ou Mão Raio- Laser Arm/Punho Titânico em Metalder
- Comando Lança Laser - Blade Slace/Arc Impulse em Spielvan
- Comando Vortex - Spielvan viagem dimensional/Supiruban Bypass Slip em Spielvan
- Scanner Virtual - Sheiderscópio em Shaider
- Comando Sabre Laser - Laser Blade/Espada Multi-Laser em Shaider
- Comando Technobazuca (1) - Defender Canon Formation em Spielvan.
- Comando Technobazuca (2) - Babirus Formação de Tiro em Shaider.

### Lugares
- Setor Índico - Tempo Espacial Mágico em Shaider
- Fortaleza Negra de Grimlord - Palácio Mágico em Shaider
- Tao Dojo - academia do mestre Tao, onde eles treinavam e recebiam aconselhamentos do mesmo.